# マラヴィータ
『マラヴィータ』（英語題: The Family, 仏語題: Malavita、イタリア語で裏社会の意）は、2013年制作のアメリカ合衆国・フランス合作のクライム・コメディ映画。
リュック・ベッソン監督、マーティン・スコセッシ製作総指揮。出演はロバート・デ・ニーロ、ミシェル・ファイファー、トミー・リー・ジョーンズ。

## あらすじ
1995年、フランス・ノルマンディーのとある田舎町に、アメリカ人のブレイク一家が引っ越してきた。彼らは一見ごく普通のアメリカ人の一家のようだが、実は主のフレッド・ブレイクは本名がジョヴァンニ・マンゾーニというニューヨークの元マフィアで、家族ともどもFBIの証人保護プログラムを適用され、様々な偽名を名乗りながら世界各地の隠れ家を転々としていた。FBI捜査官のスタンスフィールドからは度々「目立たずに地域のコミュニティーに溶け込むように」と言われていたが、一家揃って行く先々でトラブルを起こしてしまい、短期間で隠れ家を変える日々を過ごしていた。ノルマンディーの町に移ってからも、妻マギーはアメリカ人である自分の感性を馬鹿にした店員のいるスーパーを爆破し、娘ベルと息子ウォレンは転入した学校で不良学生たちを袋叩きにしてボスの座に就き、悪行三昧。フレッド自身も気に入らない人間を半殺しにして病院送りにしていた。
そんな中でもフレッドたちは何とかコミュニティーに溶け込み、フレッドは小説家として自身の半生を書き始めて人望を集め、マギーは近所の教会の神父に心を許すようになり、ベルは学校の教育実習生と初恋を経験していた。しかしウォレンが学校発行の新聞に、父がマフィア時代にドン・ルケージと交わしたジョークを載せてしまい、その新聞が巡り巡ってアメリカの刑務所に収監中のルケージの元に届いてしまう。フレッドの裏切りで逮捕されたルケージは復讐の機会を狙っており、部下に命じてフレッド一家の元に殺し屋を差し向ける。同じ頃、マギーは神父にマフィアであることを告解したところ「悪魔の一家」と蔑まれて拒絶され、ベルは失恋、ウォレンは学校内の悪行がバレてしまう。一家がコミュニティーから孤立し始めたことを知ったスタンスフィールドは、彼らを次の隠れ家に移そうと考える。
FBI捜査官たちが移転の準備を進める中、ルケージの殺し屋集団が隠れ家を襲撃し、彼らは隠れ家ごとフレッドをロケットランチャーで吹き飛ばすが、生き延びたフレッドは脱出に成功し、騒ぎを知った家族は殺し屋集団を逆に返り討ちにして全滅させる。名前を新しく変えたフレッド一家は、次の隠れ家に向かうため町を離れる。

## キャスト
※括弧内は日本語吹き替え
- フレッド・ブレイク / ジョヴァンニ・マンゾーニ - ロバート・デ・ニーロ（小川真司）

ブレイク家の家長。証人保護プログラムを受けた元マフィアのボス。祖父の代からマフィアの家系でニューヨークのブルックリンを取り仕切っていたが、仲間をFBIに売ったことでその仲間であるドン・ルケーゼに追われている。
穏やかな風貌に反して粗暴かつ不用心。証人保護プログラムによりFBIの観察下にいるが、気に入らない相手や頼み事を横柄な態度で断る奴がいると、その都度抜け出してはマフィア仕込みの暴力で半殺しにする。そのような事を行く先々で繰り返しているため、短期間での移動を繰り返している。
- マギー・ブレイク - ミシェル・ファイファー（高島雅羅）

フレッドの妻。馬鹿にしてきた店員が働いている店を爆破する危険人物。禁煙を心掛けているが実際には吸っている。
- ベル・ブレイク - ディアナ・アグロン（水樹奈々）

フレッドとマギーの長女。高校生。17歳。普段はおとなしくしているが本性は気が荒く、自分のポーチを盗んだ女子を返り討ちにしたり、セクハラをした男子を武器を使って滅多打ちにしたこともあった。性に関しては純情でアンリが初めての彼氏で今まで淫らなことをしなかったことが示唆されている。
- ウォレン・ブレイク - ジョン・デレオ（英語版）（河本啓佑）

フレッドとマギーの長男。ベルの弟。14歳。素行不良だが成績優秀。独自の力関係や組織を築く行動力とカリスマ性の持つ。
- ロバート・スタンスフィールド - トミー・リー・ジョーンズ（小林清志）

FBI捜査官。立場を弁えずに悪行ばかりをするブレイク一家に辟易している。
- ディ・チッコ - ジミー・パルンボ（桂一雅）

フレディの仲間。
- カプート（ミモ） - ドメニク・ランバルドッツィ（マンモス西尾）
- ドン・ルケーゼ - スタン・カープ

アッティカ刑務所にいる。フレッドに2000万ドルの懸賞金をかけている。刑務所内で4ヶ国語を身に着ける。
- ロッコ - ジョン・フレダ（藤原貴弘）

殺し屋。ブレイク一家を付け狙う。
- マラヴィータ（ブレイク家のペット犬） - エメロン
- アンリ

ベルが惚れた相手。

## 製作

### 企画
2012年3月にヨーロッパ・コープとレラティビティ・メディアは、2本の映画を製作、配給する契約を交わした。『マラヴィータ』は最初の作品で、2本目はケヴィン・コスナー主演の『ラストミッション』となった。
原作は2004年に出版されたトニーノ・ブナキスタの『隣りのマフィア』で、脚色はリュック・ベッソンとマイケル・カレオが担当した。ブナキスタ自身は映画製作に関与する意思はなく、彼は「ヨーロッパ・コープが、アメリカとフランス両方に配給可能な映画を製作できることをわかっていたため、とても魅力的な話だった」と語った。プロデューサーのヴィルジニー・ベッソン＝シラは、プロットは小説とほとんど同じであることを認めた。
当初ベッソンはプロデューサーだけを務める予定だったが、適任の監督を見つけることができなかったため、監督を担当することに決めた。

### キャスティング
キャスティングする前、ベッソンは、原作者のトニーノ・ブナキスタが「ロバート・デ・ニーロとミシェル・ファイファーが役を演じてくれたら完璧だ」 「夢のようなこと」と話していたと語った 。ベッソンは常々、ベル・ブレイク役にはディアナ・アグロンを考えていたが、アグロンは複数のオーディションを受けることになった 。そして、アグロンは役を勝ち取った 。『glee/グリー』の出演者とスタッフは、アグロンが映画の役を演じるために、番組を離れることを支持した 。デ・ニーロが演じるジョヴァンニにどこでもついていくペットの犬、マラヴィータ役にはエメロンが選ばれた。エメロンはドッグトレーナーによって訓練され、訓練中エメロンと一緒に過ごしたのはデ・ニーロとトレーナーだけだった。